# Iphidinychus
Iphidinychus es un género de ácaros perteneciente a la familia Dinychidae.

## Especies
Iphidinychus Berlese, 1913
- - Iphidinychus balazyi Hirschmann & Wisniewski, 1992
  - Iphidinychus gaieri (Schweizer, 1961)
  - Iphidinychus johnstoni (Hirschmann, 1979)
  - Iphidinychus kakumeiensis Hiramatsu & Hirschmann, 1992
  - Iphidinychus manicatas Berlese, 1913
  - Iphidinychus sudeticus Hirschmann, 1992